# Constantin III de Gallura
Pour les articles homonymes, voir Constantin III.
Constantin III de Gallura (mort entre 1171 et 1173), fils putatif d' Ottocorre ou Ittocore de Gunale, il succède en 1146 à  Comita Spanu comme Juge de Gallura dans le nord de la Sardaigne  et règne jusqu'en  1161, lorsqu'il  décide de se retirer du monde pour devenir moine. Il est le premier des souverains de Gallura de la dynastie de Lacon-Gunale et se serait caractérisé par la  « noblesse de son âme ».

Il apparaît dans les sources en 1146 lorsqu'avec  Barisone II d'Arborée Gonario II de Torres, Costantino II de Cagliari ils se réunissent lors d'une donation en faveur du monastère de Santa Maria di Bonarcado. Pendant son gouvernement il est contraint de trouver refuge chez ses parents en Arborée. Il épouse Elena de Lacon, fille de Comita II d'Arborée, et lui offre  San Felice di Vada en Iurifai comme cadeau nuptial. Il a une seconde épouse nommé Sardinia et comme successeur son fils  Barisone II.

## Sources
- (it) Caravale, Mario (ed). Dizionario Biografico degli Italiani: XXVII Collenuccio – Confortini. Rome, 1982.
- (it) Manno, Giuseppe (1835). Storia di Sardegna. P.M. Visaj.
- (en) Site de I. Mladjov Medieval Sardinia (Sardegna).